# Bentley (Warwickshire)
Pour les articles homonymes, voir Bentley.
Bentley est un village et une paroisse civile du Warwickshire, en Angleterre.

## Toponymie
Bentley est un toponyme courant en Angleterre qui est d'origine vieil-anglaise. Il désigne une clairière au milieu des bois (lēah) où poussent des agrostides (beonet).

## Géographie
Bentley est un village du Warwickshire, un comté des Midlands de l'Ouest. Il se situe dans le nord de ce comté, à 4 km au sud-ouest d'Atherstone. Le centre-ville de Birmingham se trouve à une trentaine de kilomètres au sud-ouest. La paroisse civile est très boisée, avec les forêts de Bentley Park à l'est et de Hoar Park au sud.
Au Moyen Âge, Bentley relève du hundred de Hemlingford (en). Après l'abandon du système des hundreds, il est rattaché au district rural d'Atherstone (en) de 1894 à 1974, puis au district non métropolitain du North Warwickshire depuis 1974.
Pour les élections à la Chambre des communes, Bentley appartient à la circonscription de North Warwickshire.

## Histoire
Le Domesday Book indique qu'en 1086, le manoir de Bentley appartient au seigneur anglo-normand Geoffrey de la Guerche et son tenancier est un prêtre nommé Ansgot. Le village compte alors 4 habitants et sa valeur annuelle est estimée à 5 shillings et 2 pence.
Par la suite, sa propriété est liée à celle du manoir de Shustoke. La paroisse civile de Bentley est détachée de celle de Shustoke en 1866.

## Démographie
Au recensement de 2011, la population de Bentley est comptée avec celle de la paroisse civile de Merevale pour un total de 181 habitants.
| Année | Population |
| ----- | ---------- |
| 1881  | 224        |
| 1891  | 235        |
| 1901  | 264        |
| 1911  | 272        |
| 1921  | 253        |
| 1931  | 257        |
| 1951  | 184        |
| 1961  | 159        |

## Culture locale et patrimoine

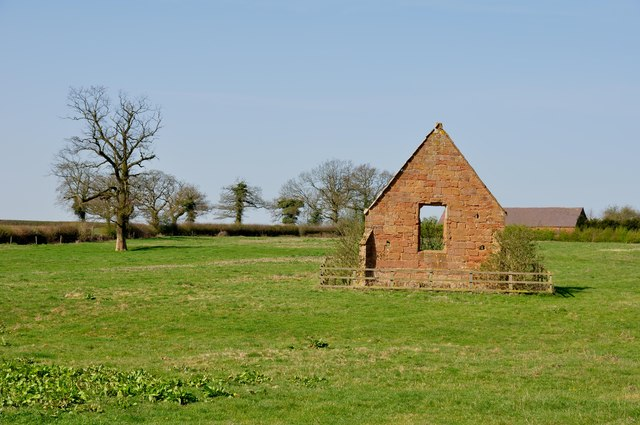
La chapelle en ruines de Bentley.

Les ruines d'une chapelle du XIVe siècle dédiée à la Trinité se dressent au sud du village. Elles constituent un monument classé de grade II depuis 1968.